# 白木裕子 (ディスクジョッキー)
白木 裕子（しろき ゆうこ、1977年9月21日 - ）は、福井県越前市（旧武生市）出身の日本の歌手、DJ、ナチュラル ハイのボーカル。2009年から、地元福井県のFMラジオ番組のDJを務める。

## 経歴
- 1996年 - 東京音楽大学入学[1]。
- 1997年 - 東京音楽大学在学中に、大学の練習室で「音楽遊び」をしていた大嶽香子とナチュラル ハイを結成[1]。
- 2001年 - 双方の両親に「25歳の誕生日までにメジャーデビューのきっかけが掴めなかったら音楽活動を辞める」との旨の誓約書を出し、半年間自宅に篭りながら自主制作盤を制作[1]。
- 2003年8月20日 - デフスターレコーズよりシングル「LIFE」をリリースし、ナチュラルハイのボーカルとしてメジャー・デビュー[1]。
- 2008年12月28日 - この日のワンマンライブを最後に、ナチュラル ハイの活動を休止。
- 2009年4月 - FM福井のPOWER STATION HOT40でDJを務める。
- 2020年6月1日 - Youtubeに 「ナチュラル ハイ【公式チャンネル】オトの箱庭」を開設して、ナチュラル ハイの活動を再開した。

## 楽曲提供
- 活動停止前のナチュラルハイ時代にSoweluの「Last Forever」「Let's go faraway」他数曲の作詞をしている。

## 人物
- 明るく奔放であり、白木の性格がナチュラル ハイの由来でもある[1]。
- ラジオ番組ではアカペラで彼女の歌声を披露することがある。
- 少し天然である。